# 桔尾蝴蝶鱼
桔尾蝴蝶鱼（学名：Chaetodon chrysurus）为蝴蝶鱼科蝴蝶鱼属的鱼类。分布于红海、印度洋马达加斯加、到太平洋新赫布里底群岛、北到日本琉球群岛、台湾岛以及西沙群岛等。